# Kézfogás – Európa szoborpark
A Kézfogás Európa Szoborpark kulturális és turisztikai létesítmény Magyarországon, a Veszprém vármegyei Balatonalmádiban. A szoborparkban magyar és külföldi szobrászok művei egyaránt láthatók, a szobrok nagy része állandó jelleggel van kihelyezve, de a külföldi alkotók által jegyzett művek egy része ideiglenes jelleggel látható.

## Létrejötte
A Balaton északi partjának második legnagyobb lakosságszámú városában korábban is számos műalkotást láthattak az arra járók, de már az ezredforduló körüli években felmerült egy szoborpark kialakításának ötlete is. Az ötletgazda a településen élő művészek egyike, Veszeli Lajos festőművész volt, javaslata nyomán a helyi önkormányzat 2012-ben elfogadta, hogy a vasút és a tópart között elterülő Szent Erzsébet ligetben (ahol már korábban is több szobor állt) szoborparkot hozzanak létre, növelve a város turisztikai vonzerejét.
A beruházás az ősfás liget megújításával vette kezdetét – ehhez az önkormányzat a saját forrásain felül 34 millió forint pályázati támogatást is igénybe tudott venni –, majd burkolt sétautakat alakítottak ki, energiatakarékos (napelemes) világítótesteket helyeztek el, illetve elkészíttették a műalkotások számára szükséges 53 talapzatot is. Maga a park 2013-ban nyílt meg, a kiállított művek közé klasszikus szobrok és nonfiguratív térplasztikák egyaránt kerültek.
A szoborparkot – az eredeti koncepció szerint – úgy hozták létre, hogy ne csak hazai alkotók művei legyenek láthatóak, de kitekintést nyújtson a kortárs európai alkotók munkái irányába is. A kezdeményezők ezért Európa 26 országával léptek kapcsolatba – a Külügyminisztérium segítségével –, együttműködésre kérve őket. Elsőként olaszországi művészek mutatkoztak be – alkotásaik két nyáron át voltak láthatók a parkban –, s a tervek szerint a későbbiekben is kétévente más és más ország kerül a kiállítás fókuszába, lehetőség szerint minél több alkotással megjelenítve az adott nemzet képzőművészetét. A tárlat ezen elemei tehát időszakosan kiállításra kerülő alkotások.
A hazai szobrászok közül a szervezők elsősorban azokra összpontosítottak, akik nyertek már valamilyen díjat az 1990-es évek óta megszervezett Balaton Tárlaton. A szobrok előállítási költségének fedezéséhez szponzori felajánlásokat is felhasználtak. Az eredeti tervekben olyan, eddig még meg nem valósult elképzelések is szerepeltek, hogy főiskolások faraghatják majd ki Fáskerti István szobrászművész balatonalmádi műhelyében olyan személyiségek portréit, akik Balatonalmádi történelmének jeles alakjai voltak, így például Óvári Ferencét vagy Vajnai Aurélét.

## A szoborparkban látható alkotások

### Régebbi, vagy a projekttől függetlenül ide került szobrok
- Petőfi Sándor szobra, Izsó Miklós műve, 1902
- II. Rákóczi Ferenc szobra, Holló Barnabás műve, 1902
- Kossuth Lajos szobra, Holló Barnabás műve, 1902
- Véghely Dezső-emlékpad, Bődy Henrik, 1914
- Irredenta emlékmű, örökmécses, Lovas László, 1928
- Váth János, a Balaton írójának szobra, Mihály Gábor alkotása, 1990
- Wass Albert szobra, Mihály Gábor, 2008
- Kerékpáros ivókút, Fáskerti István, 2012
- Márton Áron mellszobra, Túri Török Tibor alkotása, 2015
- Ungár József (1932-1953), a kommunista diktatúra kivégzett áldozatának emlékszobra, Pogány Gábor Benő alkotása, 2016

### A szoborpark projekt keretében elhelyezett alkotások
A szobrok egy része időnként cserélődik; a 2013 óta eltelt időszakban eddig Olaszország, Finnország és Lengyelország volt a szoborpark vendége, ezekből az országokból két-két éven át ideiglenesen több szobor, térplasztika is látható volt a szoborpark területén. A Szoborparkban látható alkotások a 2018-as állapot szerint (a teljesség igénye nélkül):

#### Magyar alkotások
- Herendi Porcelánmanufaktúra Zrt., Meixner Etelka: Kézfogás
- Beretvás Csanád: Halász emlék
- Boldi (Szmrecsányi Boldizsár): Rollerező
- Csíkszentmihályi Róbert: Díszkút
- Czér Péter: Merengő
- Dechandt Antal: Halászok oszlopa
- Farkas Ferenc: Hokusai
- Fáskerti István: Torzó
- Horváth László: Azonosulás
- Major Janka: Rétegződés
- Mosonyi Tamás: Önmagából szabaduló
- Nagy Ágnes: Bika
- Pogány Gábor Benő: Kapuőrző
- Rieger Tibor: Kecske
- Seregi József: Anya gyermekével
- Seregi József: Helka
- Seregi József: Nő Drapériával
- Szabolcs Péter: Repülő szerelmesek
- Szabó Hunor: Fosszília
- Szabó László Zoltán: Széloszlop
- Szatmári Juhos László: Fénykereső
- Széri Varga Géza: Csónakban
- Vanyúr István: Ikarosz

#### Külföldről érkezett alkotások
- Atanas Kolev (Ausztria): Argo
- Anna-Kaisa Ant-Wuorinen (Finnország): Dorian
- Kaisu Koivisto (Finnország): Crystal
- Marek Brzózka (Lengyelország): Forma a víz alatt
- Beata Czapska (Lengyelország): Sea lion
- Tomasz Skórka (Lengyelország): Kerti figura
- Karol Szostak (Lengyelország): Akrobaták
- Volker Bartsch (Németország): European Open Gate
- Willi Baumeister (Németország): Összefonódva
- Huber Werbruggen (Németország): Hold-kelte
- Berzsenyi Balázs (Olaszország): Komédiás No.1-No.9.
- Patrizia Tummolo, Bruno Zanini, Giuliana Sangvineti (Olaszország): A létezés Dialógusa
- Javier de Villota Ruiz (Spanyolország): Ízület
- Sibylle Pasche (Svájc): Cím nélkül
- Marian Žilík (Szlovákia): Összetartozás
- Metod Frlic (Szlovénia): Cím nélkül

## Megközelítése
A szoborpark megközelítése a településen belül rendkívül egyszerű, mert a város központjában található; a 71-es főút vörösberényi (Szentkirályszabadja érintésével Veszprémbe vezető) elágazásától, illetve a Székesfehérvár–Tapolca-vasútvonal balatonalmádi vasútállomásától alig pár lépéssel elérhető.
Érinti a szoborparkot a város legfontosabb kulturális és természeti értékeit bemutató Vörös homokkő tanösvény is, melynek útvonala a Wesselényi Strand bejárata felől éri el a parkot, elhalad annak part felőli oldalán egészen a hajókikötőig, majd a szoborpark északi oldalára fordul, és a vasútállomásnál található gyalogos aluljárón keresztül halad tovább a buszállomás közelében található végpontja (és egyben kiindulási pontja) felé.